# Scotargus numidicus
Scotargus numidicus är en spindelart som beskrevs av Robert Bosmans 2006. Scotargus numidicus ingår i släktet Scotargus och familjen täckvävarspindlar.
Artens utbredningsområde är Algeriet. Inga underarter finns listade i Catalogue of Life.